# Cogeces de Iscar (ort i Spanien)
Cogeces de Iscar är en ort i Spanien.   Den ligger i provinsen Provincia de Valladolid och regionen Kastilien och Leon, i den centrala delen av landet, 130 km nordväst om huvudstaden Madrid. Cogeces de Iscar ligger 736 meter över havet och antalet invånare är 160.
Terrängen runt Cogeces de Iscar är huvudsakligen platt. Cogeces de Iscar ligger nere i en dal. Runt Cogeces de Iscar är det glesbefolkat, med 19 invånare per kvadratkilometer. Närmaste större samhälle är Iscar, 5,1 km söder om Cogeces de Iscar. Trakten runt Cogeces de Iscar består till största delen av jordbruksmark.